# Lacombe Lucien

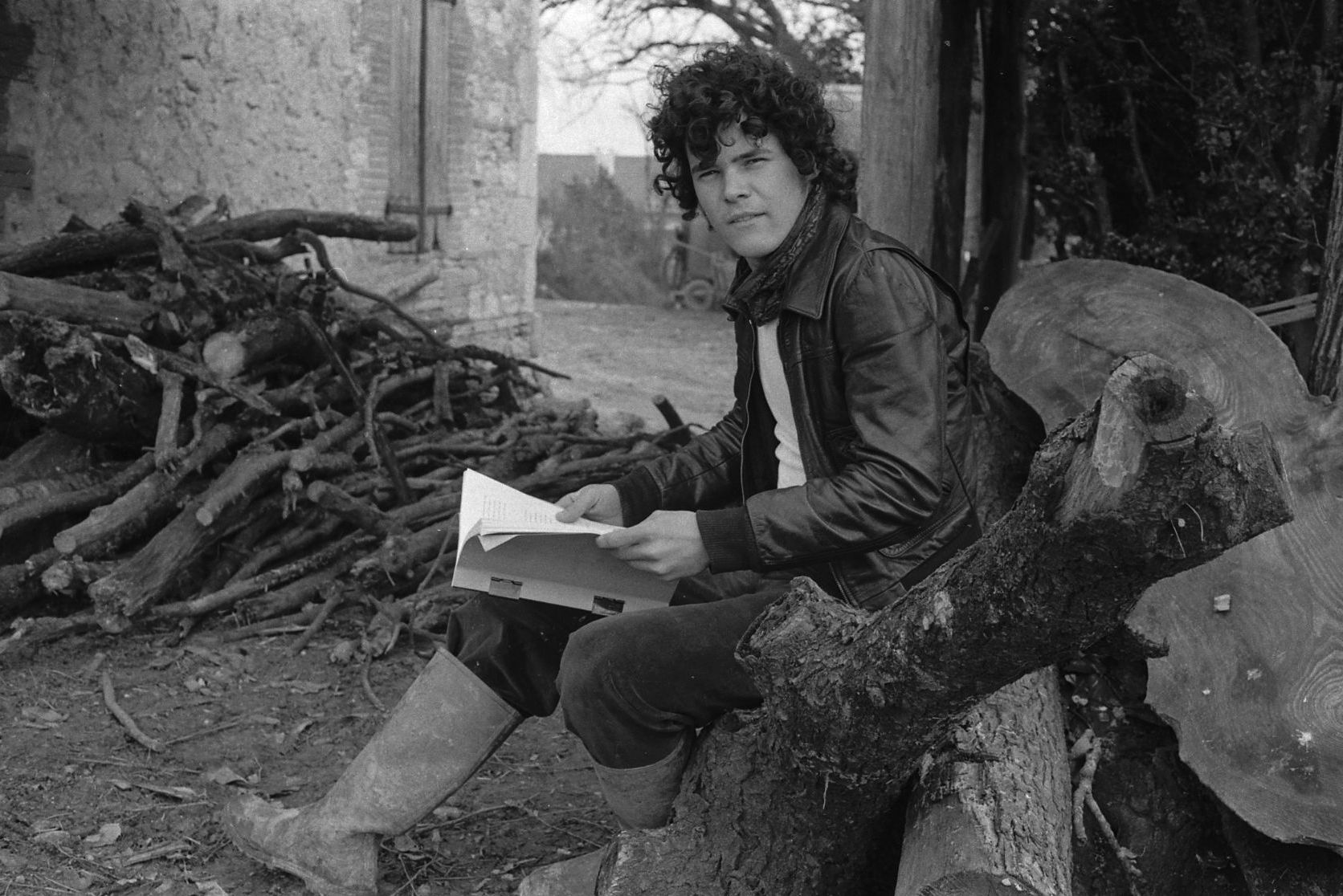
Pierre Blaise actor en "Lacombe Lucien" en Durfort Lacapelette (1975)

Lacombe Lucien es una película francesa de 1974 dirigida por Louis Malle sobre un joven francés en la Francia de la Segunda Guerra Mundial que se convierte en confidente de los nazis. Nominada al Oscar a la mejor película de habla no inglesa en 1974, fue superada por Amarcord.

## Argumento
En la Francia de 1944 bajo la ocupación de las tropas nazis el joven campesino Lucien Lacombe vive en un pueblo de la región rural de Òlt con su madre. Su padre, en cambio, es prisionero de guerra y se encuentra recluido en Alemania. El enérgico e inquieto joven se dirige un día a su viejo profesor de escuela -que combina su oficio con una activa participación en la Resistencia- con el fin de unirse al grupo clandestino de lucha contra los nazis. No obstante el profesor, en un gesto protector, rechaza la oferta del muchacho al considerarlo demasiado joven por la peligrosa tarea.
Al regresar en bicicleta al pueblo, de forma casual Lucien va a parar a una mansión donde nazis y colaboradores están celebrando el fin de año. En un primer momento el joven es detenido por los policías y a continuación entregado a los cabecillas locales, quienes hábilmente lo interrogan e invitan a tomar copas, hasta que en un clima distendido y amistoso el joven acaba delatando al profesor de la escuela. Comienza así una fortuita colaboración con las fuerzas de ocupación que se consolidará rápidamente al convertirse el joven en un auxiliar de la Gestapo.
Es a través de los nazis, quienes le sugieren cambiar su humilde y usada ropa de campo por un elegante traje propio de su nuevo cargo, que Lucien conoce a France, la hija del sastre judío encargado de confeccionarlo. Lucien se enamora enseguida de la joven judía, a quien  a pesar de sus reticencias iniciales acabará conquistando. En última instancia, ella ve en el joven colaboracionista una garantía de seguridad para ella y toda su familia judía. Esta protección dura hasta que la cada vez más activa y contundente resistencia del año 1944 comete un atentado en el que son asesinados los principales líderes colaboracionistas locales. La Gestapo decide entonces poner fin a la privilegiada situación de la familia del sastre, que debe ser deportada a un campo de concentración. Este vuelco de la situación es inaceptable para Lucien, quien se niega a separarse de la joven judía y en el último momento mata a tiros a los soldados nazis cuando vienen a llevársela. Él, la chica y su abuela se escapan en coche y se esconden en el bosque, donde sobreviven hasta la capitulación nazi, que no tarda demasiado en llegar. En el epílogo final de la película se lee que al acabar la guerra Lucien es detenido por la Resistencia y sentenciado a muerte por traidor.

## Reparto
- Pierre Blaise - Lucien Lacombe
- Aurore Clément - France Horn
- Holger Löwenadler - Albert Horn
- Jean Rougerie - Tonin
- Therese Giehse - Bella Horn
- Stéphane Bouy - Jean-Bernard de Voisin
- Loumi Iacobesco - Betty Beaulieu
- René Bouloc - Stéphane Faure
- Jacqueline Staup - Lucienne
- Gilberte Rivet - la madre de Lucien
- Ave Ninchi - la patrona del hotel
- Pierre Saintons - Hippolyte, el miliciano negro
- Pierre Decazes - Henri Aubert

## Producción
Malle escribió el guion con el novelista Patrick Modiano. Originalmente, se titulaba Le faucon ("El halcón") e intentó centrarlo en su actual México, pero a Malle no le permitieron rodarlo en México (ni en Chile), así que reescribió el script, lo retituló "Le milicien" y lo situó en la Francia ocupada.
La película se rodó en Figeac al suroeste de Francia.

## Premios y distinciones
Premios Óscar
| Año  | Categoría                          | Persona     | Resultado |
| ---- | ---------------------------------- | ----------- | --------- |
| 1975 | Mejor película de habla no inglesa | Louis Malle | Nominado  |